# IMDS
IMDS (англ. International Material Data System) — обозначение для международной информационной системы, снабжающей автомобилестроителей и их партнёров информацией обо всех материалах, используемых в деталях и узлах автомобиля.
Толчком к созданию IMDS послужило принятое в 1997 году решение союза немецких автомобилестроителей (нем. VDA) использовать единый формат, пригодный для обмена информацией об используемых материалах вдоль всей цепочки поставок.
Далее последовала директива 2000/53/EG Европейского совета и Европейского парламента от 18 сентября 2000 года о транспортных средствах, вышедших из употребления. Вслед за этой директивой Германия приняла положение об утилизации автомобилей, обязывающее производителей автомобилей с 2002 года рециклировать 85 % веса автомобилей. K январю 2015 года процент рециклизации должен достигнуть 95 %.
В ряде других государств также существуют нормы, директивы и законы, требующие от производителей, в целях регулирования процессов рециклизации, полной информированности по части используемых ими материалов.
Для создания электронной базы данных с соответствующими свойствами — возможностью использования через интернет, высокой скоростью, эффективностью, надёжной системой защиты — была привлечена компания EDS (Electronic Data Systems). В настоящее время, в связи с приобретением EDS, поддержка и хостинг системы IMDS осуществляется компанией Hewlett-Packard.
Членство и использование IMDS является для автомобилестроительных компаний платным, для поставщиков автокомпонент и материалов бесплатным. На территории Российской Федерации имеется уже более двух десятков поставщиков автокомпонентов и материалов, которые зарегистрированы в системе IMDS.
Членами IMDS сегодня являются следующие автомобилестроительные компании: BMW, Daimler, Chrysler, Fiat, Ford, Fuji Heavy Industries, General Motors, Hyundai, Isuzu, Mazda, Mitsubishi, Nissan, Nissan Diesel, Renault, Porsche, Saangyong Motor Company, Suzuki, Toyota, Volkswagen, Volvo Car Corporation, Volvo Group.